# ويسلي سنايدر
ويسلي سنايدر (بالهولندية: Wesley Sneijder) هو لاعب كرة قدم من مواليد 9 يونيو 1984 بمدينة أوترخت بهولندا، ولعب سابقاً في لمنتخب هولندا لكرة القدم في مركز وسط الميدان الهجومي.

## السيرة الذاتية

### فترة الشباب
ولد ويسلي سنايدر يوم 4 يونيو 1984 في مسقط رأسه مدينة أوترخت الهولندية التي تبعد عن مدينة أمستردام ب30 كم، وهو من عائلة مكونة من لاعبي كرة القدم، فوالده كان لاعبا سابق في الدوري الهولندي الممتاز، بينما شقيقه الأصغر إنضم لأكاديمية أياكس أمستردام ليتبع بذلك خطوات أخيه الأكبر الذي سبق له أن تكّون في تلك الأكاديمية وعرضوا عليه عقد احترافي وهو في سن 17.

### الظهور في أياكس أمستردام
أول ظهور لويسلي مع نادي أياكس أمستردام في الدوري الهولندي الممتاز كان يوم 22 ديسمبر 2002 خلال مباراة ضد نادي إكسلسيور، ليصبح اللاعب خط الوسط بالإضافة إلى المذهل رافائيل فان در فارت والتونسي حاتم الطرابلسي والجنوب الأفريقي ستيفن بينار وجون هيتينغا والذي شكلوا مع بعض الجيل الذهبي الجديد للنادي، على الرغم من هيمنة نادي أيندهوفن في ذلك الوقت. وأدى ذلك لفوزهم بالدوري الهولندي سنة 2004. وحقق معه الكثير من الألقاب منها كأس هولندا عامي 2006 و2007، وكأس السوبر الهولندية أربع مرات أعوام 2002 و2005 و2006 و2007.
في سن السابعة، وجهت له الدعوة للعب في اياكس بعد فترة وجيزة من انتقال شقيقه الأكبر جيفري من النادي والأكاديمية المرموقة.
وخلال مرحلة المراهقة، ويسلي تدرج في جميع المراحل العمرية للمنتخب الهولندي، ولعب في كأس الالم في بيرو تحت 17 سنة، واختير كأفضل لاعب في عدد من البطولات الدولية الأخرى.
ويسلي اقتحم اياكس في ربيع عام 2003. لعب لأول مرة مع أياكس خارج ملعبه وفاز 6-0 على تيلبورغ، وعلى الفور تم تعيينه كمختص في تنفيذ الركلات الثابتة في اياكس. لعب مباراته الأولى على أرض فريقه أياكس في كلاسيكو فينورد وأياكس والذي انتهى بالتعادل.
ويسلي سجل أول هدف في الدوري يوم 13 أبريل 2003، في الفوز 3-0 في بريدا، وبعد ذلك بأسبوعين فقد كان أول ظهور له مع لفريق كبير وهو هولندا، حيث أتى ليحل محل ادغار دافيدز في نصف الوقت في مباراة ودية ضد البرتغال(1-1).
أما موسم 2003/2004 فقد كان موسما استثنائيا للاعب. تحت رعاية رونالد كومان مدرب اياكس سار نحو العنوان الثاني من الألفية الجديدة. في سياق هذه الحملة، ويسلي لعب 30 مباراة سجل خلالها 9 أهداف. كما ابدى نشاطه وحماسه في قلب خط الوسط في المنتخب الوطني.
إلا أن خيبة أمل له في ذاك الموسم جاءت في دوري ابطال أوروبا حيث انهى اياكس البطولة وهو في قاع المجموعة. وقد شهد دوري الأبطال موسم 2004/2005 أفضل من ذلك بقليل، لأن أياكس حل في المركز الثالث خلف بايرن ميونيخ الألماني ويوفنتوس الإيطالي. وكان ويسلي قد سجل أول هدف في دوري ابطال أوروبا في الموسم التالي مع تحقيق التعادل ضد سبارتا براغ التشيكي في 14 سبتمبر، على الرغم من تخلي اياكس عنه في الدور الثاني ضد انتر ميلان.
ويسلي في عام 2006 ساعد اياكس على الاحتفاظ باللقب في الموسم التالي، عن طريق ركلات الترجيح امام الكمار الهولندي.
في يوم 13 أغسطس 2007 تم التوصل إلى انتقال ويسلي إلى واحد من أكبر الاندية في العالم ريال مدريد حيث انضم عدد كبير من اللاعبين الهولنديين حيث انضم أيضا رود فان نيستلروي، درينتي، وارين روبن وفان دير فارت لاحقا. ودفع ريال مدريد 27 مليون يورو لتأمين خدمات اللاعب حتى عام 2012، وإنهاء آمال فالنسيا في ضم اللاعب.
بعد ذلك بيومين ويسلي لعب مباراته الأولى للوس بلانكوس في مباراة ودية ضد ريال بيتيس.وقد ارتدى القميص رقم 23 الذي كان رقم القميص الذي يرتديه ديفيد بيكهام في السابق. انه بالفعل في طريقه لكسب مكان أساسي في ريال مدريد. وأول هدف في الدوري وكان من نوع خاص، فقد كان في الديربي أمام أتلتيكو مدريد.

## مسيرته الدولية

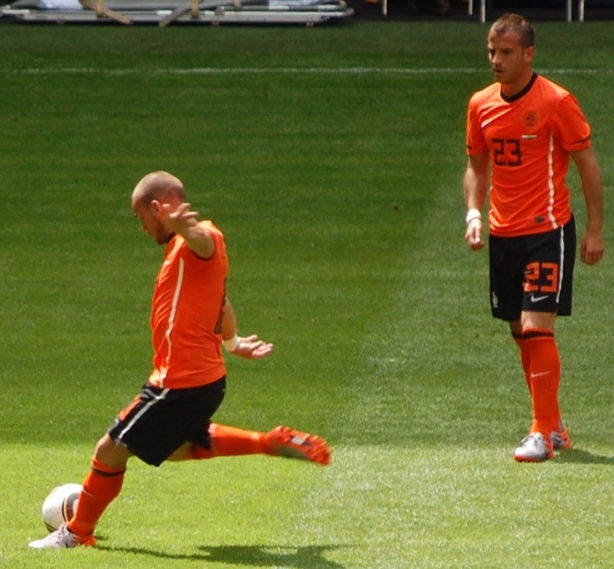
ويسلي شنايدر ورافاييل فان دير فارت

لعـب شنايدر أول مباراة له مع المنتخب الهولندي تحت 21 سنـه ضد منتخب التشيك في 28 مارس 2003. وأول مباراة له مع المنتخب الهولندي الأول وكان ضد البرتغال في 30 نيسان من العام نفسه، وأصبح شنايدر اصغر لاعب يلعب لهولندا في تاريخ المنتخب الأول.

## الإنجازات

#### مع الأندية
أياكس أمستردام
- الدوري الهولندي:2003
- كأس هولندا:2005-2006-2007

 ريال مدريد
الدوري الإسباني:2007-2008
كأس السوبر الإسباني:2008
 إنتر ميلان
الدوري الإيطالي: 2009-2010
كأس إيطاليا: 2010 و 2011
كأس السوبر الإيطالي:2010
دوري أبطال أوروبا 2009-10
كأس العالم للأندية 2010
 غلطة سراي
الدوري التركي: 2013

## روابط خارجية
- ويسلي سنايدر على موقع الاتحاد الدولي (مؤرشف)  (الإنجليزية)
- ويسلي سنايدر على موقع الاتحاد الأوربي (الإنجليزية)
- ويسلي سنايدر على موقع اتحاد تركيا (لاعب) (الإنجليزية)
- ويسلي سنايدر على موقع إي إس بي إن إف سي (الإنجليزية)
- ويسلي سنايدر على موقع قاعدة بيانات كرة القدم.إي يو (الإنجليزية)
- ويسلي سنايدر على موقع بيانات كرة القدم. دي إي (الألمانية)
- ويسلي سنايدر على موقع ليكيب (الفرنسية)
- ويسلي سنايدر على موقع ناشيونال فوتبول تيمز (الإنجليزية)
- ويسلي سنايدر على موقع Soccerway.com (الإنجليزية)
- ويسلي سنايدر على موقع عالم كرة القدم.نت (الإنجليزية)